# 經濟部國營事業管理司
經濟部國營事業管理司（簡稱國營司）為中華民國經濟部的業務單位，專門負責經濟部所屬國營事業之督導管理工作。

## 沿革
- 1932年11月，國民政府在南京成立「參謀本部國防設計委員會」，為國營會最初的前身。
- 1935年4月，易名「國民政府軍事委員會資源委員會」，此時與之前均由蔣中正兼任委員長，翁文灝、錢昌照分任正、副主任秘書長。
- 1938年3月，再改編制「經濟部資源委員會」，由經濟部長翁文灝兼主任委員。
- 1946年3月，直屬行政院，成為「行政院資源委員會」。
- 1949年中華人民共和國成立後，行政院資源委員會在中國大陸的各廠礦均被中華人民共和國中央人民政府接收。
- 1952年8月，行政院資源委員會縮編為「經濟部國營事業司」。
- 1965年，再改組擴大為「經濟部公營事業企業化委員會」，以企業化精神進行國營事業改革；但其人力有限，與國營事業的聯繫協調不足，致使功能難以彰顯。
- 1969年2月，再度改組為「經濟部國營事業委員會」。
- 2023年9月26日，經濟部實施新組織架構後再度降編為業務單位「國營事業管理司」；所屬事業並依國營事業管理法規定管理[1]。

## 歷任首長
| 姓名     | 就任時間      | 卸任時間      | 備註               |
| 委員長   | 委員長        | 委員長        | 委員長             |
| -------- | ------------- | ------------- | ------------------ |
| 蔣中正   | 1932年1月     | 1938年3月     |                    |
| 主任委員 |               |               |                    |
| 翁文灝   | 1938年3月     | 1948年5月31日 | 部長兼任           |
| 孫越崎   | 1948年5月31日 | 1949年3月21日 | 政务委员、部長兼任 |
| 劉航琛   | 1949年7月日   | 1950年1月26日 | 部長兼任           |
| 孫運璿   | 1969年10月1日 | 1978年5月29日 | 部長兼任           |
| 陳履安   | 1988年7月20日 | 1990年6月25日 | 部長兼任           |
| 蕭萬長   | 1990年6月25日 | 1993年4月2日  | 部長兼任           |
| 江丙坤   | 1993年4月2日  | 1996年6月8日  | 部長兼任           |
| 王志剛   | 1996年6月8日  | 2000年5月19日 | 部長兼任           |
| 施顏祥   | 2009年9月     | 2013年2月18日 | 部長兼任           |
| 張家祝   | 2013年2月18日 | 2014年8月10日 | 部長兼任           |
| 杜紫軍   | 2014年8月11日 | 2014年12月8日 | 部長兼任           |
| 鄧振中   | 2014年12月8日 | 2016年8月9日  | 部長兼任           |
| 李世光   | 2016年8月9日  | 2017年8月17日 | 部長兼任           |
| 沈榮津   | 2017年9月10日 | 2020年6月19日 | 部長兼任           |
| 王美花   | 2020年6月19日 | 末任          | 部長兼任           |

| 姓名                             | 就任時間      | 卸任時間      | 備註       |
| 秘書長                           | 秘書長        | 秘書長        | 秘書長     |
| -------------------------------- | ------------- | ------------- | ---------- |
| 翁文灝                           | 1932年1月     | 1938年3月     |            |
| 國營事業司司長                   |               |               |            |
| 金開英                           | 1952年        |               |            |
| 經濟部公營事業企業化委員會執行長 |               |               |            |
| 國營事業委員會執行長             |               |               |            |
| 陳朝威                           | 1989年        |               |            |
| 王鍾渝                           | 1991年        | 1992年        |            |
| 劉明忠                           | 1993年        | 2014年1月6日  |            |
| 吳豐盛                           | 2014年1月6日  | 2020年2月     |            |
| 劉明忠                           | 2023年4月14日 | 2023年9月25日 | 二次       |
| 國營事業管理司司長               |               |               |            |
| 胡文中                           | 2023年9月26日 | 2024年9月9日  | 副司長暫代 |
| 胡文中                           | 2024年9月10日 | 現任          | 副司長真除 |

## 組織
- 司長
- 副司長

行政單位
- 綜合企劃科
- 工程管理科
- 職安災防科
- 公股法人科
- 台電業務科：督導台電相關事務與核廢料處理選址溝通及核後端基金業務、行政法人放射性廢棄物管理中心籌備推動業務。
- 中油業務科：督導台灣中油相關事務。
- 台糖台水業務科：督導台糖、台水相關事務。

## 經濟部直屬事業
- 台灣電力股份有限公司
- 台灣中油股份有限公司
- 台灣糖業股份有限公司
- 台灣自來水股份有限公司

## 經濟部投資事業
- 中國鋼鐵股份有限公司
- 台灣國際造船股份有限公司
- 臺鹽實業股份有限公司
- 唐榮鐵工廠股份有限公司
- 華擎機械工業股份有限公司

## 相關事業
民營（含國有民營）
- 中石化公司
- 中華工程
- 中鋼公司
- 臺肥公司
- 臺灣中興紙業公司
- 唐榮公司
- 臺灣車輛股份有限公司
- 嘉義機械廠股份有限公司
- 臺鹽公司
- 臺船公司
- 漢翔航空工業公司

辦理清算作業
- 農工公司
- 高硫公司
- 臺機公司
- 中興紙業公司

推動中
- 臺電公司
- 臺灣中油公司
- 臺糖公司
- 臺水公司

## 外部連結
- 經濟部國營事業管理司（繁體中文）（英文）